# Autari

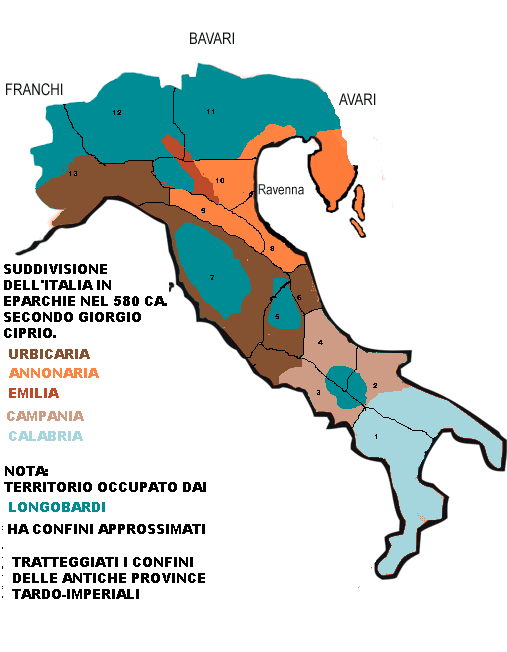
Els dominis longobards vers 580 i les eparquies romanes d'Orient

Autari, també conegut com a Agilolf, (vers 540 – Pavia, 5 de setembre de 590) va ser rei dels longobards des 584 fins a la seva mort. Després que el seu pare, Clef va morir l'any 574, la noblesa longobarda es va negar a nomenar un successor, resultant en deu anys d'interregne conegut com a Govern dels Ducs.
El 574 i 575 els longobards van comentere l'error d'envair Provença, llavors part del regne merovingi de Borgonya de Guntram. El rei borgonyó, aliat amb el seu nebot, el rei d'Austràsia, Khildebert II, va envair Llombardia. L'exèrcit austrasià va baixar a la vall de l'Adige i va prendre Trento. L'emperador romà d'Orient, Tiberi II, va començar a negociar una aliança amb els francs i els longobards, temorosos d'un moviment de pinces, van decidir elegir altre cop un rei.
El 584, van triar al duc Autari i li van cedir no només la capital Pavia, sinó la meitat dels seus dominis ducals. Va passar tot el seu regnat en les guerres amb els francs, grecs, i rebels. La seva primera gran prova va ser la derrota de la rebel·lió del duc Droctulf de Brescello, que s'havia aliat amb els romans d'Orient i governava la vall del Po. Després d'expulsar a Droctulf, Autari va passar la major part de la resta dels seus sis anys en el tron en lluita contra l'exarca de Ravenna, Esmaragd de Ravenna (Smaragdus) o contra els reis merovingis.
Guntram i Khildebert encara no estaven satisfets amb els seus èxits a Itàlia i diverses vegades van amenaçar amb la invasió, seguint endavant amb aquestes amenaces dues vegades. El record de les campanyes a Itàlia de Teodebert I d'Austràsia, les crides de la bel·licosa mare de Khildebert, Brunilda i de l'emperador romà d'Orient i l'exarca, així com els danys causats per Guntram en el passat, sens dubte, va alimentar aquest conflicte. En 588 Autari els va derrotar còmodament, però l'any 590, l'oncle i el nebot va portar als exèrcits a través dels Alps, respectivament, pel coll del Mont Cenis i pel pas del Brenner, cap a Milà i Verona. Autari es va tancar a Pavia, però els francs van aconseguir poca cosa, ja que l'exèrcit de l'exarca no es va reunir amb les tropes franques. La pesta es va fer donar la volta i van marxar deixant als longobards molt castigats, però no derrotats.
Autari, quan no estava ocupat en lluitar amb exèrcits estrangers, va ampliar el domini longobard a Itàlia a expenses de Constantinoble. Els va prendre la fortalesa de Comacchio i va tallar la comunicació entre Pàdua i Ravenna. Faroald, duc de Spoleto, va capturar el port marítim de Classis (a l'exarcat) que fou totalment devastat. Autari es va estendre per la península fins a arribar a Reggio, prometent prendre Calàbria, una promesa que mai va poder complir cap rei longobard.
El 15 de maig 589, es va casar amb Teodolinda, filla del duc de Baviera Garibald I. Teodolinda era catòlica, i va tenir una gran influència entre els longobards per la seva virtut. Quan Autari va morir a Pavia el 590, possiblement per enverinament, els ducs van demanar consell per l'elecció d'un nou rei a Teodolinda, que va recomanar a Agilulf, duc de Torí, que efectivament fou elegit i es va casar amb Teodolinda.